# Lecanora boligera
Lecanora boligera är en lavart som först beskrevs av Norman ex Th. Fr., och fick sitt nu gällande namn av Hedl. Lecanora boligera ingår i släktet Lecanora och familjen Lecanoraceae.  Arten är reproducerande i Sverige. Inga underarter finns listade i Catalogue of Life.